# Marcel Rochas
Marcel Louis Jules Rochas (Paris, 24 de fevereiro de 1902 — Paris, 14 de março de 1955) foi um renomado estilista e perfumista francês. A empresa fundada por ele em 1925 leva seu sobrenome.
Iniciou a sua carreira aos 23 anos, quando montou o seu próprio negócio de costura em Paris, ao abrir um estabelecimento na rua Faubourg-Saint-Honoré. Obteve sucesso rapidamente, mas foi já na década de 1930 que tornou-se uma referência no mundo da moda. Foi pioneiro na criação de um estilo mais despojado. Ainda teve seu nome associado aos perfumes, que a sua grife começou a produzir ao fim da Segunda Guerra Mundial.
Após a morte do estilista em 1955, a grife passou a ser dirigida por Hélène Rochas, sua esposa. Desde então a marca lançou diversas fragrâncias como Madame Rochas, Eau de Rochas, Femme e Byzance (femininas), Lui e a linha Moustache (masculinas). No início da década de 1990, quando o nome Rochas já se encontrava intimamente ligada às fragrâncias, a casa regressou ao mundo das roupas, através de coleções desenhadas pelo estilista irlandês Peter O'Brien. Desde 2007 pertence ao grupo Procter & Gamble, que decidiu fechar a divisão de moda e dedicar-se apenas ao negócio de fragrâncias.